# Łukasz Kubot
Łukasz Kubot (Boleslawiec, 16 de maig de 1982) és un tennista professional polonès especialista en categoria de dobles. Ha guanyat dos títols de Grand Slam en tres finals i ha arribat a ser número 1 del rànquing de dobles a principis de 2018 juntament amb Marcelo Melo i durant 19 setmanes.
L'any 2013 fou guardonat amb la Creu al Mèrit daurada de mans del president polonès Bronisław Komorowski, juntament amb els tennistes Jerzy Janowicz i Agnieszka Radwańska.

## Torneigs de Grand Slam

### Dobles masculins: 3 (2−1)
| Resultat  | Núm. | Any  | Torneig          | Parella          | Oponents                   | Marcador                     |
| --------- | ---- | ---- | ---------------- | ---------------- | -------------------------- | ---------------------------- |
| Guanyador | 1.   | 2014 | Open d'Austràlia | Robert Lindstedt | Eric Butorac Raven Klaasen | 6−3, 6−3                     |
| Guanyador | 2.   | 2017 | Wimbledon        | Marcelo Melo     | Oliver Marach Mate Pavić   | 5−7, 7−5, 7−6(2), 3−6, 13−11 |
| Finalista | 1.   | 2018 | US Open          | Marcelo Melo     | Mike Bryan Jack Sock       | 3−6, 1−6                     |

## Palmarès

### Individual: 2 (0−2)
| Llegenda (pre/post 2009)                                 |
| -------------------------------------------------------- |
| Grand Slams (0−0)                                        |
| Tennis Masters Cup / ATP Finals (0−0)                    |
| ATP Masters Series / ATP World Tour Masters 1000 (0−0)   |
| ATP International Series Gold / ATP World Tour 500 (0−0) |
| ATP International Series / ATP World Tour 250 (0−2)      |

| Títols per superfície |
| --------------------- |
| Dura (0−0)            |
| Gespa (0−0)           |
| Terra batuda (0−2)    |

| Resultat  | Núm. | Data                 | Torneig                 | Superfície   | Oponent en la final | Marcador    |
| --------- | ---- | -------------------- | ----------------------- | ------------ | ------------------- | ----------- |
| Finalista | 1.   | 10 de maig de 2009   | Belgrad, Sèrbia         | Terra batuda | Novak Đoković       | 3−6, 6−7(0) |
| Finalista | 2.   | 14 de febrer de 2010 | Costa do Sauípe, Brasil | Terra batuda | Juan Carlos Ferrero | 1−6, 0−6    |

### Dobles masculins: 48 (27−21)
| Llegenda (pre/post 2009)                                 |
| -------------------------------------------------------- |
| Grand Slams (2−1)                                        |
| Tennis Masters Cup / ATP Finals (0−1)                    |
| ATP Masters Series / ATP World Tour Masters 1000 (4−5)   |
| ATP International Series Gold / ATP World Tour 500 (9−7) |
| ATP International Series / ATP World Tour 250 (12−7)     |

| Títols per superfície |
| --------------------- |
| Dura (13−12)          |
| Gespa (5−2)           |
| Terra batuda (9−7)    |

| Resultat  | Núm. | Data                   | Torneig                             | Superfície   | Parella            | Oponents                              | Marcador                       |
| --------- | ---- | ---------------------- | ----------------------------------- | ------------ | ------------------ | ------------------------------------- | ------------------------------ |
| Finalista | 1.   | 29 d'abril de 2007     | Casablanca, Marroc                  | Terra batuda | Oliver Marach      | Jordan Kerr David Škoch               | 6−7(4), 6−1, [4−10]            |
| Finalista | 2.   | 28 d'octubre de 2007   | Lió, França                         | Dura (i)     | Lovro Zovko        | Sébastien Grosjean Jo-Wilfried Tsonga | 4−6, 3−6                       |
| Finalista | 3.   | 28 de febrer de 2009   | Acapulco, Mèxic                     | Terra batuda | Oliver Marach      | František Čermák Michal Mertiňák      | 6−4, 4−6, [7−10]               |
| Guanyador | 1.   | 12 d'abril de 2009     | Casablanca                          | Terra batuda | Oliver Marach      | Simon Aspelin Paul Hanley             | 7−6(4), 3−6, [10−6]            |
| Guanyador | 2.   | 10 de maig de 2009     | Belgrad, Sèrbia                     | Terra batuda | Oliver Marach      | Johan Brunström Jean-Julien Rojer     | 6−2, 7−6(3)                    |
| Guanyador | 3.   | 1 de novembre de 2009  | Viena, Àustria                      | Dura (i)     | Oliver Marach      | Julian Knowle Jürgen Melzer           | 2−6, 6−4, [11−9]               |
| Guanyador | 4.   | 7 de febrer de 2010    | Santiago, Xile                      | Terra batuda | Oliver Marach      | Potito Starace Horacio Zeballos       | 6−4, 6−0                       |
| Finalista | 4.   | 14 de febrer de 2010   | Costa do Sauipe, Brasil             | Terra batuda | Oliver Marach      | Pablo Cuevas Marcel Granollers        | 5−7, 4−6                       |
| Guanyador | 5.   | 27 de febrer de 2010   | Acapulco                            | Terra batuda | Oliver Marach      | Fabio Fognini Potito Starace          | 6−0, 6−0                       |
| Guanyador | 6.   | 26 de setembre de 2010 | Bucarest, Romania                   | Terra batuda | Juan Ignacio Chela | Marcel Granollers Santiago Ventura    | 6−2, 5−7, [13−11]              |
| Finalista | 5.   | 6 de febrer de 2011    | Santiago                            | Terra batuda | Oliver Marach      | Bruno Soares Marcelo Melo             | 3−6, 6−7(3)                    |
| Finalista | 6.   | 29 d'abril de 2012     | Bucarest                            | Terra batuda | Jérémy Chardy      | Robert Lindstedt Horia Tecău          | 6−7(2), 3−6                    |
| Finalista | 7.   | 21 de maig de 2012     | Roma, Itàlia                        | Terra batuda | Janko Tipsarević   | Marcel Granollers Marc López          | 3−6, 2−6                       |
| Guanyador | 7.   | 15 de juliol de 2012   | Stuttgart, Alemanya                 | Terra batuda | Jérémy Chardy      | Michal Mertiňák André Sá              | 6−1, 6−3                       |
| Guanyador | 8.   | 3 de març de 2013      | Acapulco (2)                        | Terra batuda | David Marrero      | Simone Bolelli Fabio Fognini          | 7−5, 6−2                       |
| Guanyador | 9.   | 26 de gener de 2014    | Open d'Austràlia, Austràlia         | Dura         | Robert Lindstedt   | Eric Butorac Raven Klaasen            | 6−3, 6−3                       |
| Guanyador | 10.  | 14 de juny de 2015     | 's-Hertogenbosch, Països Baixos     | Gespa        | Ivo Karlović       | Pierre-Hugues Herbert Nicolas Mahut   | 6−2, 7−6(9)                    |
| Guanyador | 11.  | 26 de juliol de 2015   | Bastad, Suècia                      | Terra batuda | Jérémy Chardy      | Juan Sebastián Cabal Robert Farah     | 6−7(6), 6−3, [10−8]            |
| Guanyador | 12.  | 27 de setembre de 2015 | Metz, França                        | Dura (i)     | É. Roger-Vasselin  | Pierre-Hugues Herbert Nicolas Mahut   | 2−6, 6−3, [10−7]               |
| Guanyador | 13.  | 25 d'octubre de 2015   | Viena (2)                           | Dura (i)     | Marcelo Melo       | Jamie Murray John Peers               | 4−6, 7−6(2), [10−6]            |
| Finalista | 8.   | 1 de maig de 2016      | Estoril, Portugal                   | Terra batuda | Marcin Matkowski   | Eric Butorac Scott Lipsky             | 4−6, 6−3, [8−10]               |
| Finalista | 9.   | 19 de juny de 2016     | Halle, Alemanya                     | Gespa        | Alexander Peya     | Raven Klaasen Rajeev Ram              | 6−7(5), 2−6                    |
| Finalista | 10.  | 24 de juliol de 2016   | Washington DC, Estats Units         | Dura         | Alexander Peya     | Daniel Nestor É. Roger-Vasselin       | 6−7(3), 6−7(4)                 |
| Guanyador | 14.  | 30 d'octubre de 2016   | Viena (3)                           | Dura (i)     | Marcelo Melo       | Oliver Marach Fabrice Martin          | 4−6, 6−3, [13−11]              |
| Finalista | 11.  | 19 de març de 2017     | Indian Wells, Estats Units          | Dura         | Marcelo Melo       | Raven Klaasen Rajeev Ram              | 7−6(1), 4−6, [8−10]            |
| Guanyador | 15.  | 2 d'abril de 2017      | Miami, Estats Units                 | Dura         | Marcelo Melo       | Nicholas Monroe Jack Sock             | 7−5, 6−3                       |
| Guanyador | 16.  | 14 de maig de 2017     | Madrid, Espanya                     | Terra batuda | Marcelo Melo       | Nicolas Mahut É. Roger-Vasselin       | 7−5, 6−3                       |
| Guanyador | 17.  | 18 de juny de 2017     | 's-Hertogenbosch, Països Baixos (2) | Gespa        | Marcelo Melo       | Raven Klaasen Rajeev Ram              | 6−3, 6−4                       |
| Guanyador | 18.  | 25 de juny de 2017     | Halle                               | Gespa        | Marcelo Melo       | Alexander Zverev Mischa Zverev        | 5−7, 6−3, [10−8]               |
| Guanyador | 19.  | 16 de juliol de 2017   | Wimbledon, Regne Unit               | Gespa        | Marcelo Melo       | Oliver Marach Mate Pavić              | 5−7, 7−5, 7−6(2), 3−6, [13−11] |
| Finalista | 12.  | 6 d'agost de 2017      | Washington DC (2)                   | Dura         | Marcelo Melo       | Henri Kontinen John Peers             | 6−7(5), 4−6                    |
| Finalista | 13.  | 15 d'octubre de 2017   | Xangai, Xina                        | Dura         | Marcelo Melo       | Henri Kontinen John Peers             | 4−6, 2−6                       |
| Guanyador | 20.  | 5 de novembre de 2017  | París, França                       | Dura (i)     | Marcelo Melo       | Ivan Dodig Marcel Granollers          | 7−6(3), 3−6, [10−6]            |
| Finalista | 14.  | 19 de novembre de 2017 | ATP Finals, Regne Unit              | Dura (i)     | Marcelo Melo       | Henri Kontinen John Peers             | 4−6, 2−6                       |
| Guanyador | 21.  | 13 de gener de 2018    | Sydney, Austràlia                   | Dura         | Marcelo Melo       | Jan-Lennard Struff Viktor Troicki     | 6−3, 6−4                       |
| Guanyador | 22.  | 24 de juny de 2018     | Halle (2)                           | Gespa        | Marcelo Melo       | Alexander Zverev Mischa Zverev        | 7−6(1), 6−4                    |
| Finalista | 15.  | 9 de setembre de 2018  | US Open, Estats Units               | Dura         | Marcelo Melo       | Mike Bryan Jack Sock                  | 3−6, 1−6                       |
| Guanyador | 23.  | 7 d'octubre de 2018    | Pequín, Xina                        | Dura         | Marcelo Melo       | Oliver Marach Mate Pavić              | 6−1, 6−4                       |
| Guanyador | 24.  | 14 d'octubre de 2018   | Xangai                              | Dura         | Marcelo Melo       | Jamie Murray Bruno Soares             | 6−4, 6−2                       |
| Finalista | 16.  | 16 de març de 2019     | Indian Wells (2)                    | Dura         | Marcelo Melo       | Nikola Mektić Horacio Zeballos        | 6−4, 4−6, [3−10]               |
| Finalista | 17.  | 23 de juny de 2019     | Halle (2)                           | Gespa        | Marcelo Melo       | Raven Klaasen Michael Venus           | 6−4, 3−6, [4−10]               |
| Guanyador | 25.  | 23 d'agost de 2019     | Winston-Salem, Estats Units         | Dura         | Marcelo Melo       | Nicholas Monroe Tennys Sandgren       | 6−7(6), 6−1, [10−3]            |
| Finalista | 18.  | 6 d'octubre de 2019    | Pequín                              | Dura         | Marcelo Melo       | Ivan Dodig Filip Polášek              | 3−6, 6−7(4)                    |
| Finalista | 19.  | 13 d'octubre de 2019   | Xangai (2)                          | Dura         | Marcelo Melo       | Mate Pavić Bruno Soares               | 4−6, 2−6                       |
| Finalista | 20.  | 27 d'octubre de 2019   | Viena                               | Dura (i)     | Marcelo Melo       | Rajeev Ram Joe Salisbury              | 4−6, 7−6(5), [5−10]            |
| Guanyador | 26.  | 1 de març de 2020      | Acapulco (3)                        | Dura         | Marcelo Melo       | Juan Sebastián Cabal Robert Farah     | 7−6(6), 6−7(4), [11−9]         |
| Finalista | 21.  | 18 d'octubre de 2020   | Colònia, Alemanya                   | Dura (i)     | Marcelo Melo       | Pierre-Hugues Herbert Nicolas Mahut   | 4−6, 4−6                       |
| Guanyador | 27.  | 1 de novembre de 2020  | Viena (4)                           | Dura (i)     | Marcelo Melo       | Jamie Murray Neal Skupski             | 7−6(5), 7−5                    |

#### Períodes com a número 1
| Núm. | Precedit per | Dates                    | Succeït per | Setmanes | Acumulat |
| ---- | ------------ | ------------------------ | ----------- | -------- | -------- |
| 1.   | Marcelo Melo | 08/01/2018 − 29/04/2018A | Mate Pavić  | 19       | 19       |

## Trajectòria

### Individual
| Open d'Austràlia | A   | Q1          | A           | Q3          | A   | Q3          | 4R          | 2R          | 1R | 1R          | 1R          | Q3          | 0 / 5 | 3 – 5  |
| Roland Garros | A   | Q2          | Q1          | Q1          | A   | 1R          | 1R          | 3R          | 3R | 2R          | 1R          | A           | 0 / 6 | 5 – 6  |
| Wimbledon | A   | Q1          | Q2          | Q1          | Q1  | Q1          | 2R          | 4R          | 2R | QF          | 3R          | A           | 0 / 5 | 10 – 5 |
| US Open | A   | Q2          | 3R          | Q3          | A   | Q2          | 1R          | A           | 1R | 1R          | A           | A           | 0 / 4 | 2 – 4  |
| Jocs Olímpics | A   | No celebrat | No celebrat | No celebrat | A   | No celebrat | No celebrat | No celebrat | 1R | No celebrat | No celebrat | No celebrat | 0 / 1 | 0 – 1  |
| Rànquing a final d'any | 219 | 142         | 125         | 222         | 209 | 101         | 70          | 57          | 74 | 72          | 168         | 471         |       |        |
| Llegenda: G: Guanyador; F: Finalista; SF: Semifinalista; QF: Quarts de final; Q: Qualificació; A: Absent; RR: Round Robin; |     |             |             |             |     |             |             |             |    |             |             |             |       |        |

### Dobles masculins
| Open d'Austràlia | A   | A           | A           | 3R          | A   | SF          | 3R          | QF          | 1R    | 3R          | G           | 2R          | 2R    | 3R          | QF          | QF          | 2R          | 3R    | A  | 1 / 14    | 32 – 13   |
| Roland Garros | A   | A           | A           | 3R          | 1R  | 2R          | QF          | 1R          | 2R    | 1R          | QF          | 3R          | SF    | 2R          | 3R          | 3R          | 2R          | 1R    | 2R | 0 / 16    | 23 – 16   |
| Wimbledon | 2R  | Q1          | 2R          | 2R          | 2R  | QF          | 1R          | 1R          | A     | 3R          | 2R          | 3R          | 1R    | G           | 2R          | QF          | NC          | QF    | 2R | 1 / 16    | 26 – 15   |
| US Open | A   | A           | 1R          | 1R          | A   | 1R          | QF          | A           | 2R    | 1R          | A           | 2R          | QF    | 2R          | F           | 3R          | 1R          | 1R    | 1R | 0 / 14    | 15 – 14   |
| Jocs Olímpics | A   | No celebrat | No celebrat | No celebrat | A   | No celebrat | No celebrat | No celebrat | A     | No celebrat | No celebrat | No celebrat | 2R    | No celebrat | No celebrat | No celebrat | No celebrat | 1R    | NC | 0 / 2     | 1 – 2     |
| ATP World Tour Finals | A   | A           | A           | A           | A   | RR          | RR          | A           | A     | A           | SF          | A           | A     | F           | RR          | SF          | RR          | A     |    | 0 / 7     | 13 – 12   |
| Total Victòries−Derrotes                                                                                                   | 1−2 | 2−1         | 9−9         | 16−10       | 1−2 | 42−21       | 38−24       | 13−21       | 22−19 | 19−17       | 20−18       | 33−14       | 36−25 | 51−21       | 41−23       | 49−24       | 21−16       | 16−18 |    | 431 – 287 | 431 – 287 |
| Rànquing a final d'any | 137 | 135         | 64          | 45          | 72  | 12          | 10          | 53          | 39    | 37          | 18          | 29          | 24    | 2           | 9           | 6           | 10          | 34    |    |           |           |
| Llegenda: G: Guanyador; F: Finalista; SF: Semifinalista; QF: Quarts de final; Q: Qualificació; A: Absent; RR: Round Robin; |     |             |             |             |     |             |             |             |       |             |             |             |       |             |             |             |             |       |    |           |           |

### Dobles mixts
| Torneig | 2007 | 2008 | 2009        | 2010        | 2011        | 2012 | 2013        | 2014        | 2015        | 2016 | 2017        | 2018        | 2019        | 2020        | 2021 | 2022 | Títols | V − D |
| --- | ---- | ---- | ----------- | ----------- | ----------- | ---- | ----------- | ----------- | ----------- | ---- | ----------- | ----------- | ----------- | ----------- | ---- | ---- | ------ | ----- |
| Open d'Austràlia | A    | A    | A           | A           | A           | A    | A           | A           | A           | 2R   | 2R          | A           | 2R          | QF          | 2R   | A    | 0 / 5  | 6 – 5 |
| Roland Garros | A    | A    | QF          | A           | A           | A    | A           | A           | A           | A    | A           | A           | A           | NC          | A    | 2R   | 0 / 2  | 3 – 2 |
| Wimbledon | 2R   | A    | A           | A           | A           | A    | A           | A           | 3R          | 3R   | A           | A           | A           | NC          | A    |      | 0 / 3  | 5 – 3 |
| US Open | A    | A    | 1R          | A           | A           | A    | A           | A           | SF          | 2R   | A           | A           | A           | NC          | 1R   | 2R   | 0 / 5  | 5 – 5 |
| Jocs Olímpics | NC   | A    | No celebrat | No celebrat | No celebrat | A    | No celebrat | No celebrat | No celebrat | 1R   | No celebrat | No celebrat | No celebrat | No celebrat | QF   | NC   | 0 / 2  | 1 – 2 |
| Llegenda: G: Guanyador; F: Finalista; SF: Semifinalista; QF: Quarts de final; Q: Qualificació; A: Absent; RR: Round Robin; |      |      |             |             |             |      |             |             |             |      |             |             |             |             |      |      |        |       |

## Guardons
- ATP Doubles Team of the Year (2017, amb Marcelo Melo)
- ITF Men's Doubles World Champion (2017, amb Marcelo Melo)